# Balthazar Schnitler
Balthazar Schnitler (født 20. december 1862 i Kristiania, død 16. marts 1913 sammesteds) var en norsk forfatter, dramatiker og foredragsholder.
Schnitlers lille skønlitterære forfatterskab falder i to halvdele, en realistisk samtidsskildrende og en historisk.

## Samtidsfortællinger
Han debuterede som lige knap 29-årig med Aladdin, en lille samling skitser, der udkom i december 1891, men som forblev fuldkommen upåagtet i dagspressen.

En vis opsigt vakte til gengæld brevromanen Mirjam med undertitlen Et Stykke af en ung Piges Livshistorie, som udkom 5 år senere, d. 12. oktober 1896. 
Hovedpersonen, den forældreløse Mia Frimann med kælenavnet Mirjam, er vokset op i en lille norsk by hos sin onkel og plejesøsteren Ragnhild. Da Mirjam rejser til Kristiania for at studere sang, møder hun i byens kunstnerkredse digteren Max Flügler, som hun forelsker sig i. Hun antager, at deres forhold er alvorligt, men da det går op hende, at han kun har tænkt sig et frit, uforpligtende forhold, bryder hun med ham.
På trods af bogens spinkle historie og selvom den litterært set ikke var betydelig, interesserede den af to grunde. For det første på grund af den ligefremme, ukunstlede stil i Mirjams breve, den friske skildring af et ungt pigesinds oplevelse af den norske hovedstad. Forfatteren Hans Aanrud skrev, at Schnitler 
| „ | har formaaet mere end nogen anden at faa frem Duften af Kristiania; han maa ganske vist sidde inde med mange af Betingelserne for at frembringe den længe savnede Kristianiaroman. | “ |

For det andet fordi man, navnlig fra konservativ side, opfattede bogen som et indlæg i striden om sædelighedsmoralen og tilskrev forfatteren "sunde" hensigter.

Noget perpleks blev man derfor, da Schnitlers næste bog, romanen Mand og Kvinde, der udkom i maj 1897, ingen tydelige moralske forbehold lagde for dagen i det kønslige spørgsmål. 
Var der en tiltalende duft af Kristiania over Mirjam, stod der i stedet "en bedærvet Lugt" fra den atmosfære og de eksistenser, den nye roman skildrede, mente højrebladet Aftenpostens anonyme anmelder.
Særligt faldt det anmelderen for brystet, at bogen bl.a. skildrede
| „ | en til det yderste "frisindet" Hovedstadsfrøken, som lever i et høist mystisk Forhold til en ung Bohême-Sprade, hvis væsentligste Beskjæftigelse er at slaa gyselige "Vitzer" og "bedrøve" sin Gamle for Mynt. Om den Tone, der hersker mellem disse Mennesker, og den Jargon, de benytter sig af, kan man danne sig et Begreb, naar man hører, at en skikkelig Assessor-Datter deltager i natlige Orgier paa en Ungkarlshybel, og at Klikens Overhoved ikke kan tale om Champagne uden som "Schkum", Østers som "Sødyr", Oxetunge som "Talegaver" og Cigaretter som "Røgelse". Og alt dette uden at Forfatteren en eneste Gang trækker paa Smilebaandet eller giver Antydning af moralsk Dégoût. | “ |

## Historiske romaner
Efter århundredeskiftet valgte Schnitler en radikalt anden retning for sin romankunst. Han lagde planen til en række historiske romaner med stof fra den norske sagatid. Den første i rækken, Norna, der kan læses som en slags optakt, udkom i december 1900 på det fornemme Gyldendalske Boghandels Forlag i København.
På dette grundlag ansøgte Schnitler i 1901 om forfatterstipendium fra den norske stat, men fik det ikke, trods anbefalinger fra både Bjørnstjerne Bjørnson, Ernst Sars og Henrik Ibsen.
Romanerne har i dag mest kulturhistorisk interesse: som et udtryk for en befæstelse af Norges egen sagahistoriske fortid, efterhånden som landet nærmede sig unionsbruddet med Sverige i 1905.
Det sidste decennium af sit liv virkede Schnitler som foredragsholder rundt omkring i Norge, hovedsagelig inden for historiske emner.
Balthazar Schnitler døde af tuberkulose d. 16. marts 1913, 52 år gammel.

## Værker

### Prosa
- Aladdin. Skisser. Olaf Norlis Forlag. Kristiania, 1891. 151 s.
- Mirjam. Et Stykke af en ung Piges Livshistorie. Feilberg & Landmark (Chr. Dybwad). Christiania, 1896. 120 s.
- Mand og Kvinde. En Nutidsskildring. Feilberg & Landmark (Chr. Dybwad). Christiania, 1897. 212 s.
- Af gammel Slægt. Feilberg & Landmark (Chr. Dybwad). Kristiania, 1899. 218 s.
- Norna. Historisk Roman ifra Harald Haarfagers tid. Gyldendalske Boghandels Forlag. Kjøbenhavn, 1900. 246 s.
- Haakon Adelsteinsfostre. Historisk Roman ifra Norges Samlingstid. Gyldendalske Boghandel Nordisk Forlag. København & Kristiania, 1902. 298 s.
- Indianer- og Ridderliv i Vestheimen. Historier for Ungdommen fra en Tid, som var. Gyldendalske Boghandel Nordisk Forlag. København & Kristiania, 1904. 124 s.
- Fra Viking til Konge. En historisk Roman om Kong Olaf Tryggvesons Liv. Gyldendalske Boghandel Nordisk Forlag. København & Kristiania, 1905. 314 s.
- Mordbranden paa Bolterud. Et Kristiania-Mysterium. [Udgivet under pseudonymet Alv Rønning]. I Hovedkommission hos Narvesens Kioskkompagnie. Kristiania, 1908. 137 s.

### Utrykte skuespil
- Værelser tilleie. Farce i 1 Akt. Premiere på Tivoli Teater i Kristiania 26. januar 1892
- Askepot. Vaudeville-Monolog. Dansk premiere 1895 på Odense Sommerteater.
- Grækere og Tyrker. Folkekomedie i 3 Akter (7 Tableauer). Skrevet sammen med Jacob Worm Müller. Premiere på Tivoli Teater i Kristiania 24. august 1897

### Erindringer
- Russeliv i Ottiaarene. Gyldendalske Boghandel Nordisk Forlag. København & Kristiania, 1905. 79 s.